# Azor
Azor (hebrejsky אָזוֹר‎, v oficiálním přepisu do angličtiny Azor je místní rada (malé město) v Telavivském distriktu v Izraeli. Starostou je Arje Pechter.

## Geografie

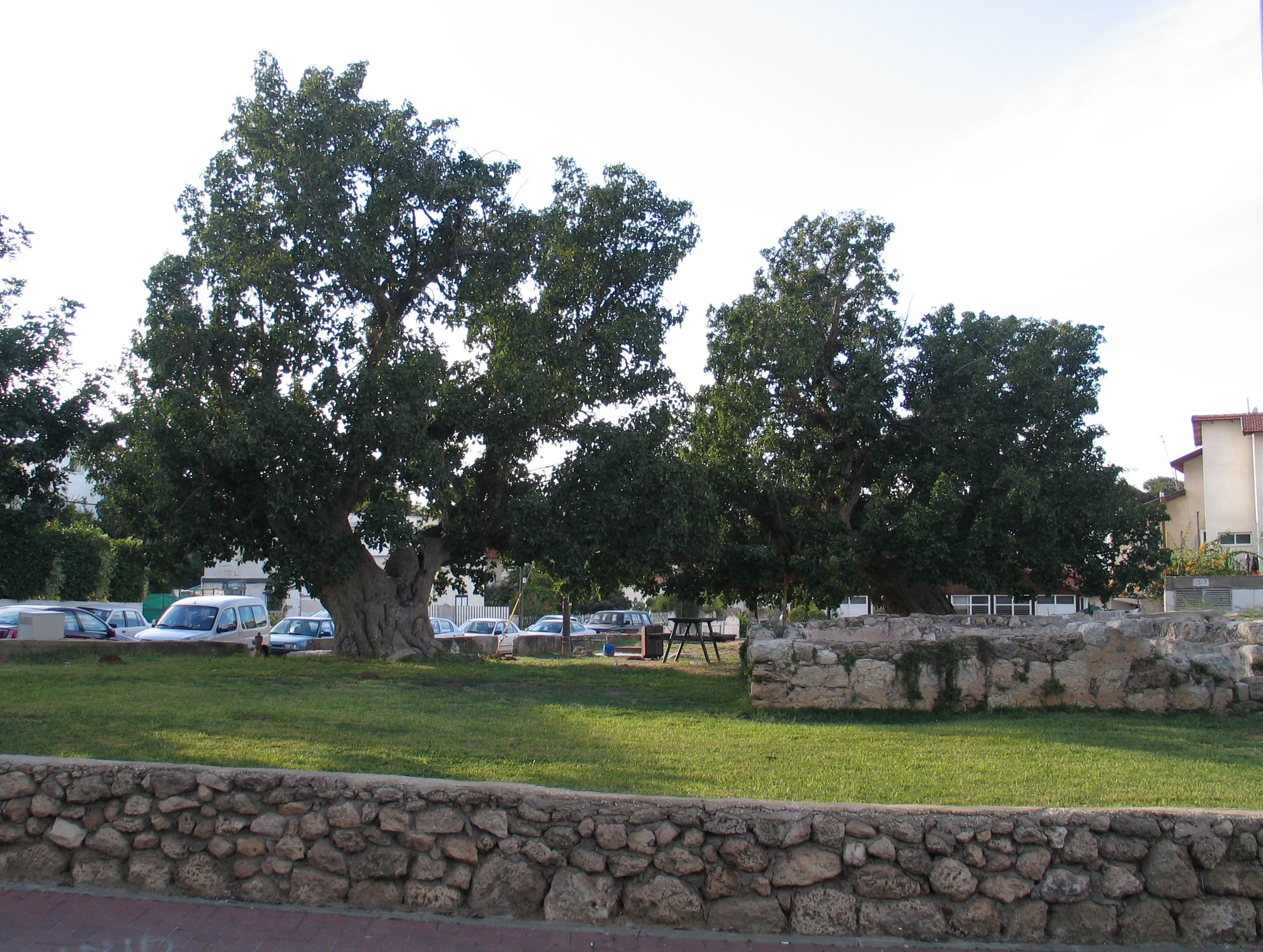
Starý strom ve městě Azor

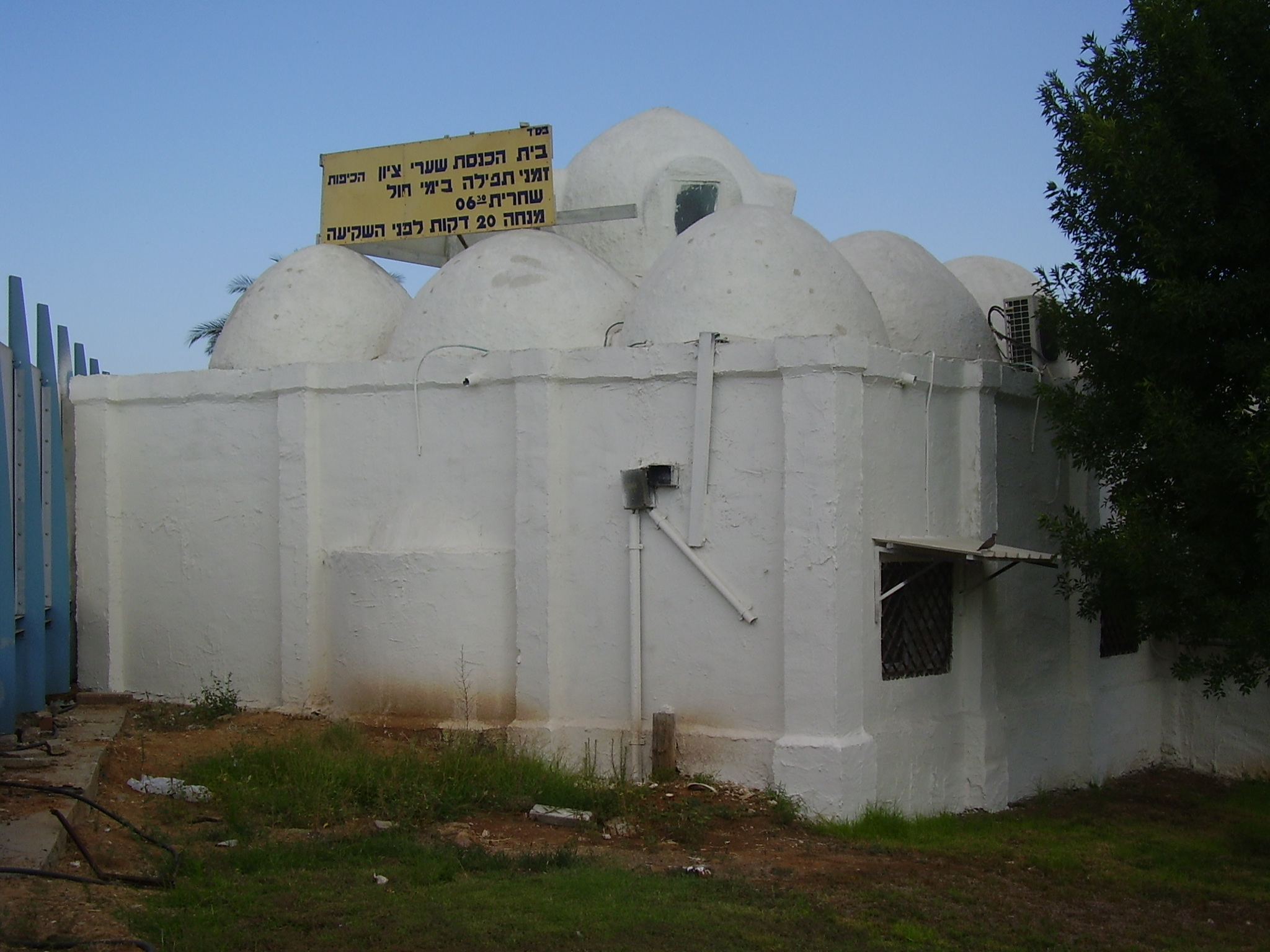
Synagoga zřízená v bývalé muslimské svatyni ve městě Azor

Leží v jižní části pobřežní planině v nadmořské výšce 23 m, jihovýchodně od Tel Avivu v metropolitní oblasti Guš Dan. Na jihozápadě s ním sousedí město Cholon. Na sever a severovýchod od města se nachází údolí potoka Nachal Ajalon, které představuje jediný výraznější zbytek volné krajiny v jinak zcela souvisle zastavěném území této části aglomerace Tel Avivu. Při tomto toku sde zde tyčí umělý pahorek bývalé skládky Chirija.
Město se nachází v hustě osídlené oblasti, která je etnicky zcela židovská. Jižně od města je souvisle zastavěná plocha aglomerace Tel Avivu předělena údolím řeky Jarkon.
Město je na dopravní síť napojeno pomocí četných komunikací v rámci aglomerace Tel Avivu, zejména dálnice číslo 44 a dálnice číslo 1.

## Dějiny
Azor byl založen roku 1948. Leží na původní trase hlavní silnice spojující Tel Aviv a Jeruzalém. Ve starověku tu stálo město Azur, jehož jméno pak ve středověku zachovala arabská vesnice Jazur, která byla vysídlena během války za nezávislost roku 1948, kdy byla místem těžkých bojů. Název staršího osídlení vede k tomu, že město bývá někdy chybně označováno jako Azur.
V roce 1951 byla obec povýšena na místní radu. Mezi historické památky v okolí patří synagoga z byzantského období, několik tisíc let (nejspíš ale 1500) stará smokvoň, dělo z války za nezávislost a památník padlým izraelským vojákům z této války.

## Demografie
Podle údajů z roku 2009 tvořili naprostou většinu obyvatel Židé – přibližně 10 400 osob (včetně statistické kategorie „ostatní“, která zahrnuje nearabské obyvatele židovského původu ale bez formální příslušnosti k židovskému náboženství, přibližně 10 900 osob).
Jde o středně velkou obec městského typu s dlouhodobě mírně rostoucí populací. K 31. prosinci 2017 zde žilo 12 700 lidí.
| Rok  | Obyvatelé |
| ---- | --------- |
| 1950 | 3 100     |
| 1955 | 3 500     |
| 1961 | 3 700     |
| 1965 | 4 600     |
| 1966 | 4 840     |
| 1967 | 5 100     |
| 1968 | 5 200     |
| 1969 | 5 250     |
| 1970 | 5 200     |
| 1971 | 5 200     |
| 1972 | 4 500     |
| 1975 | 4 600     |
| 1977 | 4 900     |
| 1978 | 5 700     |
| 1979 | 6 200     |
| 1980 | 6 400     |
| 1981 | 6 500     |
| 1982 | 6 600     |
| 1983 | 6 700     |
| 1984 | 6 700     |
| 1985 | 6 900     |
| 1986 | 6 900     |
| 1987 | 6 800     |
| 1988 | 6 900     |
| 1989 | 7 000     |
| 1990 | 7 500     |
| 1991 | 7 800     |
| 1992 | 7 700     |
| 1993 | 7 700     |
| 1994 | 7 900     |
| 1995 | 8 388     |
| 1996 | 8 706     |
| 1997 | 8 942     |
| 1998 | 9 187     |
| 1999 | 9 300     |
| 2000 | 9 405     |
| 2001 | 9 529     |
| 2002 | 9 700     |
| 2003 | 9 900     |
| 2004 | 10 000    |
| 2005 | 10 100    |
| 2006 | 10 200    |
| 2007 | 10 300    |
| 2008 | 10 600    |
| 2009 | 10 900    |
| 2010 | 11 200    |
| 2011 | 11 600    |
| 2012 | 11 700    |
| 2013 | 11 800    |
| 2014 | 12 000    |
| 2015 | 12 200    |
| 2016 | 12 600    |
| 2017 | 12 700    |
| 2018 | 12 900    |
| 2022 | 13 481    |